# 대웅전

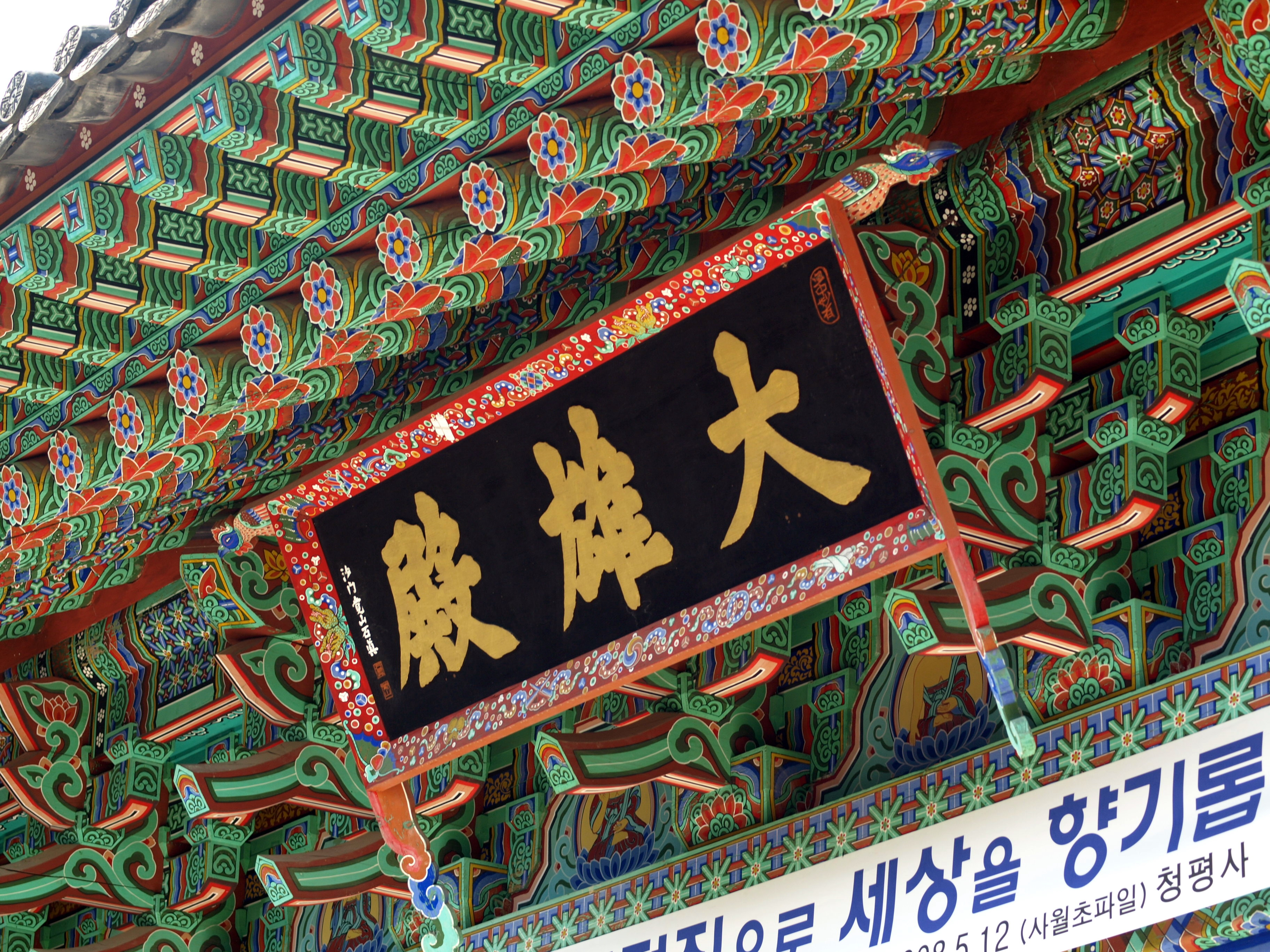
춘천 청평사 대웅전 현판

대웅전(大雄殿)은 불교의 사찰에서 석가모니불을 모시는 금당이다. 보다 격을 높여 조성한 것은 대웅보전(大雄寶殿)이라고 한다. 예불과 각종 행사의 중심이 되는 사찰의 핵심 건물이다. 큰 영웅이라는 의미의 대웅(大雄)은 석가모니불의 덕을 기려 부르는 이름 가운데 하나로 묘법연화경 수기품에서 부처를 높이는 명칭으로 사용된다. 따라서 대웅전은 석가모니불을 본전불로 모신 금당이라는 의미가 된다.
모든 사찰에 대웅전이 있는 것은 아니다. 불교는 다양한 부처와 보살에 대한 신앙이 있어서 비로자나불을 본존불로 하는 대적광전이 대신하는 사찰이나 아미타불을 본존불로 하는 극락전이 대신하는 사찰도 있다. 부처의 사리를 봉안한 경우에는 대웅전 대신 적멸보궁을 짓는다. 대웅전에는 부처의 모습을 묘사한 불상이 들어서지만 적멸보궁은 부처의 진짜 몸이 있으므로 대신하는 불상이 있을 이유가 없다는 뜻에서 불상을 설치하지 않는다.
삼국시대에는 하나의 사찰에는 하나의 금당만이 있는 것이 일반적이었으나 불교 신앙의 변화에 따라 다양한 본존불을 함께 모시는 다불전화가 나타나 오늘날과 같이 사찰 경내에 여러 전각이 함께 놓이는 모습이 되었다. 이 경우 석가모니불이 놓인 대웅전이 가장 핵심적인 전각이 된다.
오늘날에는 봉선사의 경우와 같이 대웅전이라는 한자 표기 대신 "큰법당"이라 표기하는 경우도 있다.

## 배치
사찰 건축물의 공간적 배치인 가람배치에서 대웅전은 사찰의 중심에 놓인다. 대웅전의 앞에는 부처의 사리를 봉안한 무덤에서 유래한 불탑이 놓이는 것이 일반적이고, 여러 행사를 위한 마당이 조성되어 있다. 이를 중심으로 사찰의 핵심 건물인 강당, 종루, 경루, 승방과 같은 부속시설들이 주위에 배치된다. 가람배치의 기원은 인도에서 불탑을 중심으로 수행자의 승가가 기거하는 석굴 형식이었으나 중국을 거치면서 각종 전각과 불탑이 조성된 사찰의 모습을 띄게 되었고 한국의 경우엔 삼국시대 불교 수용 초기 왕성을 중심으로 형성되었던 평지형 사찰과 선종의 유행 이후 산림에 조성된 산지 가람으로 변화하였다. 가람의 배치에는 1탑1금당형, 2탑1금당형 등 다양한 방식이 있으나, 어느 경우라도 대웅전은 가람 배치의 핵심이 된다.

## 건축

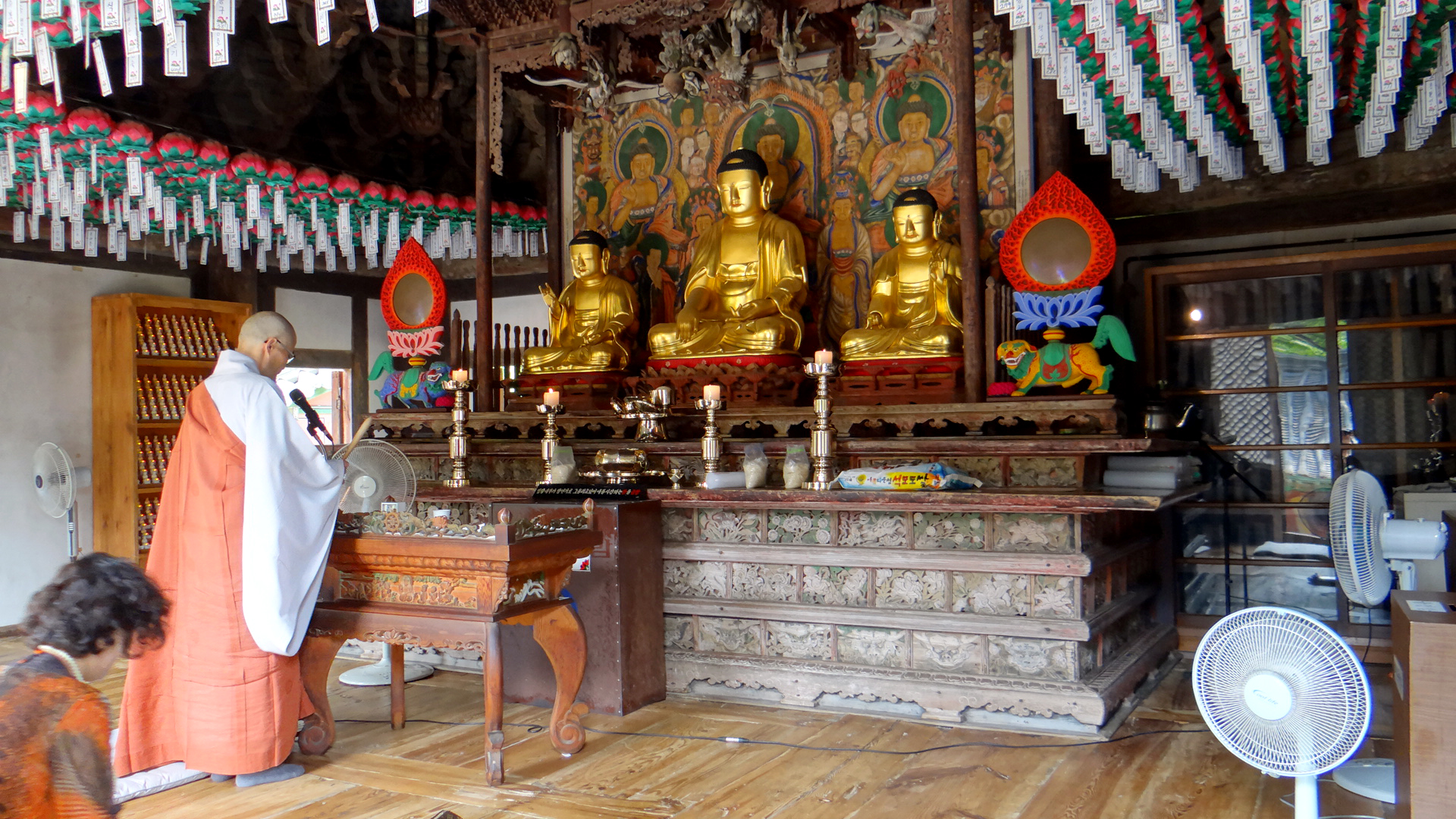
전등사 대웅전의 삼존불

대웅전은 각종 의례와 예불이 이루어지는 사찰의 핵심 건축물로 크고 화려하게 지어진다. 현재 남아 있는 고려 시대의 사찰 건물을 보면 송나라에서 유래된 주심포 양식과 원나라시기 전래된 다포 양식이 토착화 되어 가는 모습을 보인다. 이는 조선 시대 궁궐과 사찰의 건축에서 정형화 되어 오늘날 남아있는 조선 시대의 대웅전은 크고 화려한 공포가 연이어 설치된 다포양식이 많다.
대웅전의 내부에는 수미단을 놓고 불상을 설치한다. 수미산에서 유래한 명칭인 수미단은 현세와는 다른 이상향을 상징한다. 세 불상이 나란히 놓여 삼존불로 불린다. 가운데 놓인 불상이 본존불인 석가모니불이고 양옆에는 신앙에 따라 서로 다른 부처나 보살이 놓인다. 부처의 양옆에서 보좌하는  협시(脇侍)는 문수보살과 보현보살을 두는 것이 일반적이나, 격을 높여 대웅보전이라 할 때에는 아미타불과 약사여래가 놓이기도 하고, 과거불인 연등불, 현세불인 석가모니불, 미래불인 미륵불이 놓이기도 한다. 경우에 따라서는 실제 석가모니의 제자였던 아난다와 마하카샤파를 놓기도 한다. 이 외에도 내부에 많은 보살과 아라한을 묘사한 조형물이나 그림이 놓인다.

## 문화재

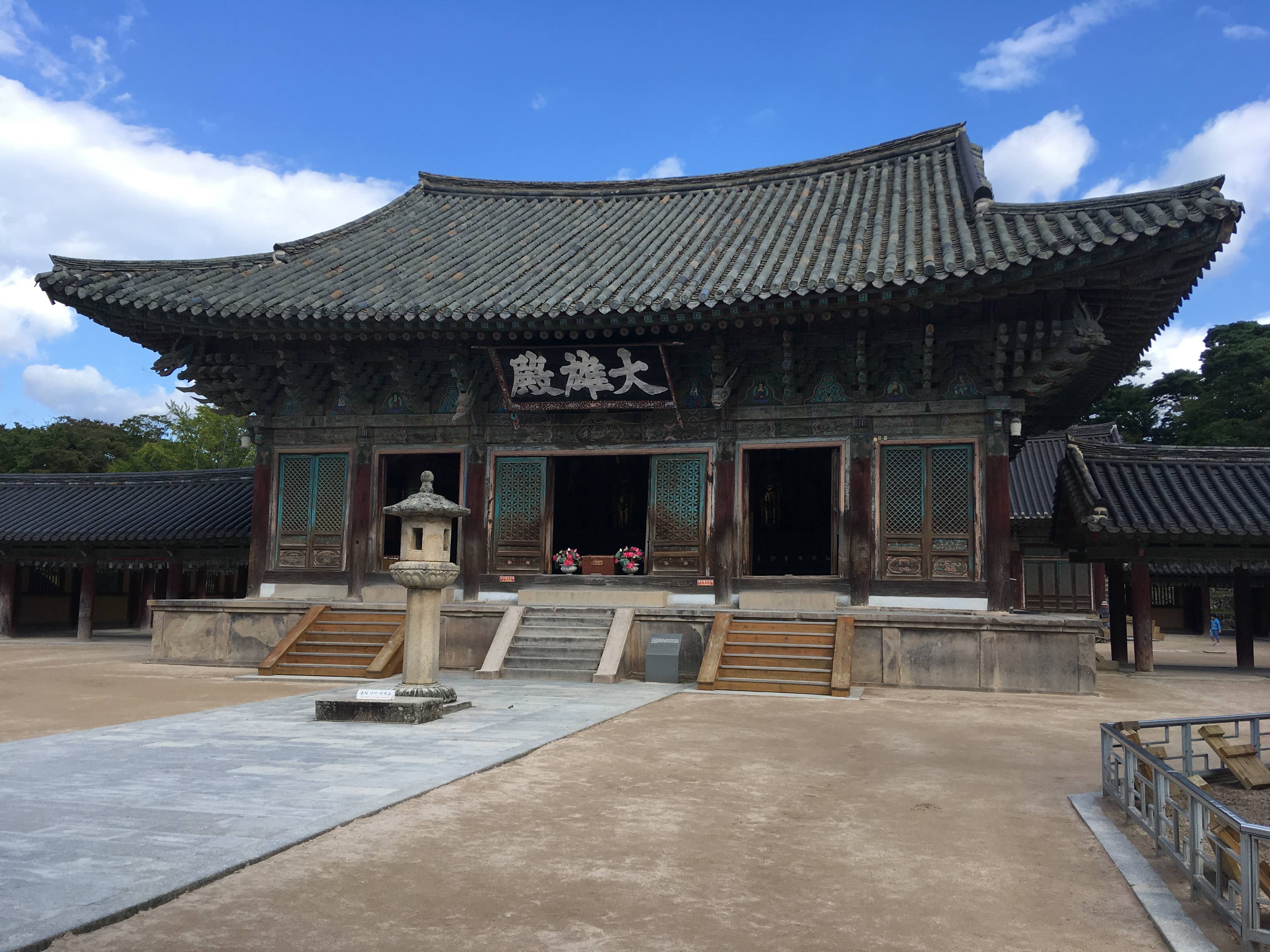
경주 불국사 대웅전

오래된 사찰의 대웅전은 그 자체로 문화재적 가치가 높아 많은 수의 대웅전이 문화재로 등록되어 있다. 몇 가지 사례를 들면 다음과 같은 것들이 있다.
- 경주 불국사 대웅전
- 구례 화엄사 대웅전
- 양산 통도사 대웅전 및 금강계단
- 보은 법주사 대웅보전
- 공주 갑사 대웅전
- 대구 동화사 대웅전
- 부산 운수사 대웅전
- 예산 수덕사 대웅전
- 부산 범어사 대웅전
- 완주 송광사 대웅전

## 화재
대웅전은 목조 건축물이기 때문에 화재에 취약하다. 2021년 내장사의 대웅전이 방화로 완전히 불타버린 사건이 있었고 2023년에는 강릉 산불로 인월사의 대웅전이 전소되었다.

## 참고 자료
- 이광표 (2006년 11월 8일). 《손 안의 박물관》. 서울: 효형출판. 100~101쪽. ISBN 89-5872-034-4.

## 같이 보기
- 제목에 "대웅전" 항목을 포함한 모든 문서
- 제목에 "대웅보전" 항목을 포함한 모든 문서
- 극락전
- 대적광전